# Ковтонюк, Николай
Николай Хомович Якимчук (Ковтонюк) (клички — Олег, Василий, Гриша, Даниил, Щупак; 1914, село Рыжановка — 29 июля 1947 года, село Борохов) — деятель украинского националистического движения, хорунжий УПА, коллаборационист, руководитель украинских полицаев в оккупированном нацистами Луцке. Причастен к уничтожению около двух тысяч мирных еврейских жителей (женщин, стариков и детей) во время Холокоста.

## Биография
Николай Ковтонюк родился в сельской семье бедных крестьян. Он был членом скаутской организации Пласт. Учился в Луцкой гимназии, а затем и в Политехнике во Львове. В 1935 году стал членом ОУН, а затем — одним из лидеров бандеровской ОУН в Волынской области. После нападения Германии на СССР он стал руководителем украинских полицаев служивших в войсках Третьего Рейха в Луцке. За время службы оккупационным властям он рапортовал им об успешном отлове евреев, а также украинцев, которые не поддерживали оккупационную власть. По показаниям Степана Коваля (командира отряда «Котловина», входивший в состав военного округа группы «Туров»): 

… летом 1943 г. согласно приказу командующего УПА «Клима Савура» провел операцию по уничтожению польского населения на территории Ровенской области. Отряд УПА под моим руководством ликвидировал села Рафаловка и Гута Степанска, в которых проживали поляки. Согласно приказу «Олега» (Николай Ковтонюк-Якимчук) командиры моих сотен «Мороз» (Григорий Кузьма), «Богдан» (Павел Койлык) и «Рыбак» (командир сотни «Очайдух») летом 1943 получили приказ ликвидации польских колоний и населения, которое проживало в них, а именно: сотник «Мороз» со своей сотней УПА должен был уничтожить поляков в колонии Марьяновка, сотня «Богдана» — в колонии Вулка Котовска, сотня «Рыбака» — в колонии Софиевка… На проведение этих акций было дано два дня. По их окончании сотни должны были прибыть в село Пшебраже для участия в ликвидации польского населения в этом поселении
В марте 1943 года он отдал приказ оставить Луцк и пойти в лес возле посёлка Колки, там же они приняли участие в расстреле около двух тысяч евреев, а также около полусотни жителей польской колонии Оборки. Ковтонюк вместе с другими лидерами ОУН и бывшими полицаями Луцка были основными руководителями массовых убийствах поляков на Волыни. Кроме этого мацеевский шуцманшафтбатальон (охранный батальон) весной 1943 перешедший в УПА участвовал в массовых убийствах мирных еврейских жителей.
Один из организаторов создания «Колковской республики» в Волынской области. После её разгрома немцами в ноябре 1943 года перешел на охрану ГК УПА Дмитрия Клячкивского.
С июля 1943 года стал первым командиром группы УПА «Туров».
В 1945 году получил Серебряный Крест Заслуги УПА.
Во избежание боя с агентами МГБ застрелился в селе Борохов Киверцовского района Волынской области после обнаружения агентами МГБ.
1 декабря 2017 года во Дворце культуры Луцка прошло посмертное награждение коллаборациониста негосударственной наградой «Рыцарь ОУН и УПА».